# Sciampagnotta
La sciampagnotta è un tipo di bottiglia da vino. Prende il suo nome da sciampagna, nome italiano del vino champagne, prodotto nell'omonima provincia tradizionale (oggi regione della Champagne-Ardenne) in Francia. Infatti è stata usata tradizionalmente per questo famoso vino francese e in seguito anche per altri vini spumanti. È simile per forma alla borgognotta ma se ne differenzia per il caratteristico cercine e per lo spessore del vetro.

## Storia
Nel XVIII secolo la produzione di bottiglie in vetro cominciò a diffondersi presso le classi agiate. Nel 1728 i produttori dello champagne ottennero un decreto reale che permetteva la commercializzazione del loro vino in bottiglia, fino ad allora era permessa solo in botte. Verso la fine del XIX secolo la produzione tramite soffiatura manuale nello stampo viene sostituita da quella a macchina abbassando di molto i costi di produzione e permettendo allo champagne in bottiglia di essere esportato in tutto il mondo. 

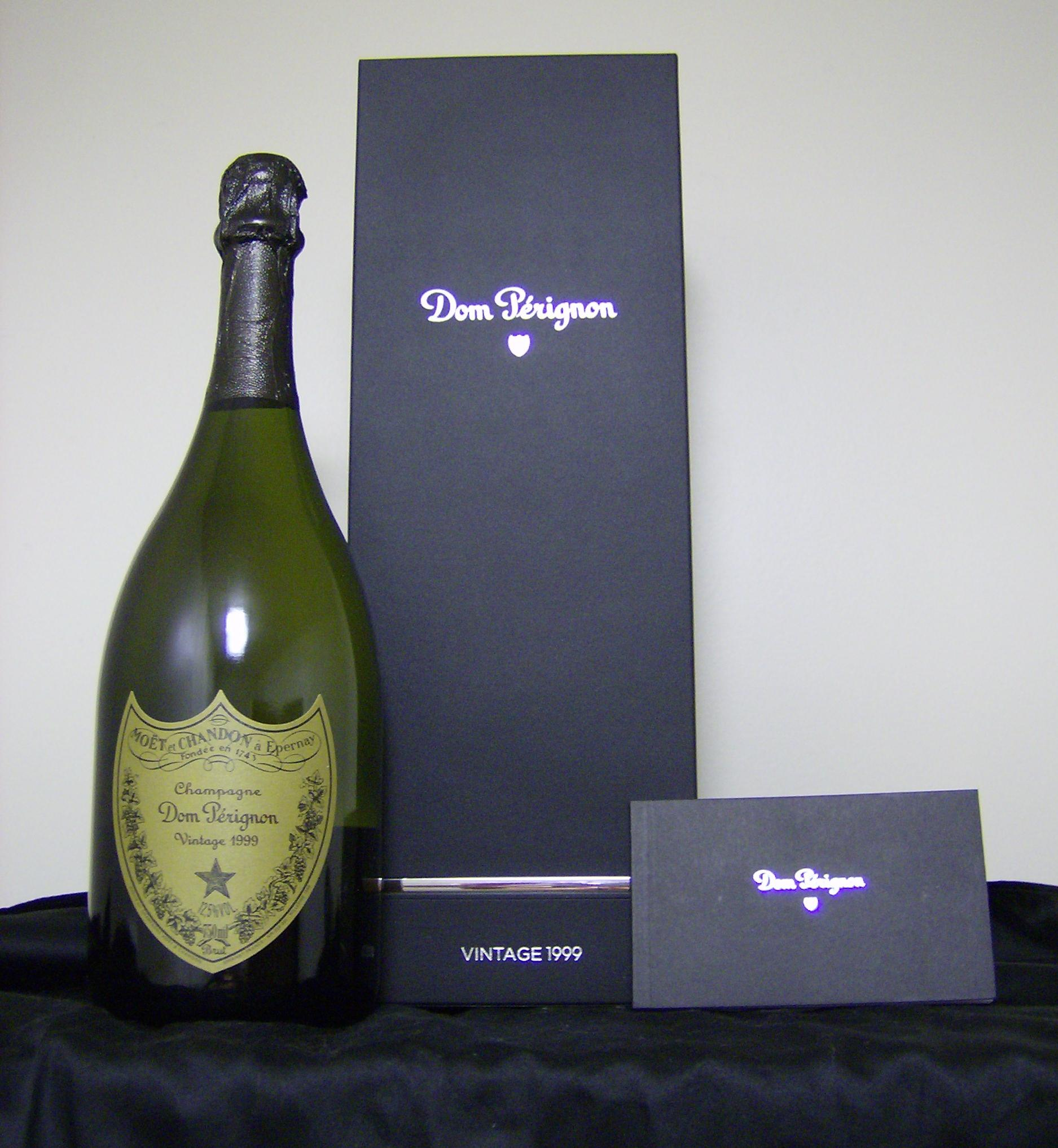
Sciampagnotta prestige cuvée

La sciampagnotta prestige cuvée è una versione recente della sciampagnotta che ne accentua le caratteristiche, con pancia e cercine più evidenti, linea elegante, un poco più bassa di quella tradizionale

## Caratteristiche
- Base: molto pronunciata
- Corpo: cilindrico di diametro 10 cm
- Spalla: slanciata
- Collo: lungo
- Cercine: molto rilevato con una rigonfiatura per bloccare la gabbietta metallica
- Altezza: 31 cm circa.

È prodotta in vetro molto pesante verde scuro, di grosso spessore a causa della pressione che deve reggere (fino a 10 atmosfere). L'imboccatura presenta una sagomatura caratteristica, chiamata cercine, sulla quale si fissa la gabbietta metallica che trattiene il tappo sottoposto alla pressione dell'anidride carbonica disciolta nel vino. La pressione all'interno di una bottiglia si misura con un particolare strumento chiamato afrometro.

## Capacità

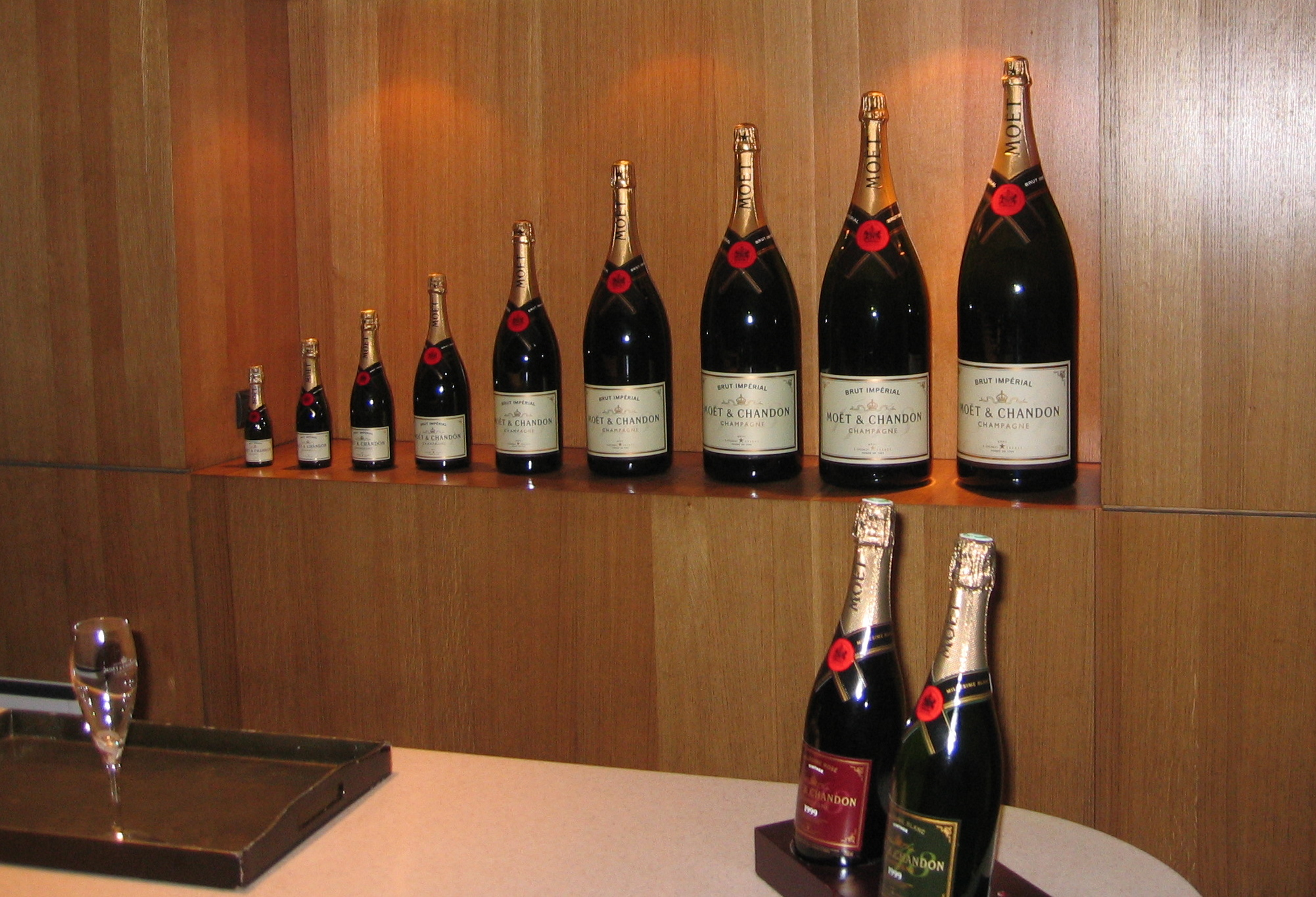
Moët & Chandon in sciampagnotte delle varie capacità

La sciampagnotta, oltre la capacità standard di 750 ml presenta queste varianti:
- Mignonette 0,2 l
- Demi 0,375 l – mezza bottiglia
- Magnum 1,5 l – 2 bottiglie,
- Jéroboam 3 l – 4 bottiglie,
- Réhoboam 4,5 l – 6 bottiglie,
- Mathusalem 6 l – 8 bottiglie,
- Salmanazar 9 l – 12 bottiglie,
- Balthazar: 12 l – 16 bottiglie.
- Nabuchodonosor 15 l – 20 bottiglie,
- Melchior/Salomon 18 l – 24 bottiglie,
- Primat 27 l – 36 bottiglie,
- Melchizédec 30 l – 40 bottiglie,
- Adelaide (bottiglia) 93 l – 124 bottiglie,
- Sublime (bottiglia) 150 l – 200 bottiglie.